# The Man with the Iron Heart
The Man with the Iron Heart è un cortometraggio muto del 1915 diretto da George Nichols.

## Produzione
Il film fu prodotto dalla Selig Polyscope Company.

## Distribuzione
Distribuito dalla General Film Company, il film - un cortometraggio in tre bobine - uscì nelle sale cinematografiche statunitensi il 2 settembre 1915.